# Краснооктябрьский район (Нижегородская область)
Краснооктя́брьский райо́н (тат. Кызыл Октябрь районы; ранее Татарский район) — административно-территориальное образование (район) в Нижегородской области России. В рамках организации местного самоуправления ему соответствует Краснооктябрьский муниципальный округ (с 2004 до 2022 гг. — муниципальный район).
Единственный в области район с преобладанием татарского населения.
Административный центр — село Уразовка.

## География
Расположен в юго-восточной части Нижегородской области.
Граничит с Сергачским, Пильнинским, Большеболдинским, Сеченовским, Гагинским районами Нижегородской области, а также с Республикой Мордовия.
Расстояние до Нижнего Новгорода составляет 180 км по автомобильной дороге.
Площадь района — 886,17 км².
В районе находится Уразовский заказник.

## История
В 1929 году в Нижегородской и других губерниях начали образовываться национальные районы.
12 июля 1929 года был организован Татарский район, с центром в селе Кочко-Пожарках. 10 июня 1932 года район был переименован в Кзыл-Октябрьский, районным центром стало село Уразовка. Район состоял из татарских сёл.
Позднее район неоднократно претерпевал территориальные преобразования и изменения. В ноябре 1944 года Кзыл-Октябрьский район был разделён на два района: Кзыл-Октябрьский район с районным центром в селе Уразовке и Петряксинский район с районным центром в селе Петраксах.
В ноябре 1957 года их вновь объединили в Кзыл-Октябрьский район.
В 1962 году Кзыл-Октябрьский район ликвидировали, его территорию присоединили к Сергачскому району.
12 января 1965 года Сергачский сельский район был разделён на три района: Спасский, Сергачский и Краснооктябрьский.
В состав Краснооктябрьского района вошло только 50 % сёл бывшего Кзыл-Октябрьского района .
В состав Сергачского района по просьбе сельского населения отошли такие крупные населённые пункты, как сёла Кочко-Пожарки, Шубино, Пица, Камкино, Грибаново.
В Пильнинский район вошли сёла Петряксы, Мочалеи, Красная Горка, в состав Сеченовского района — село Красный Остров.
Краснооктябрьский район в новых границах вобрал в себя татарские сёла Кзыл-Октябрьского района и часть сёл Салганского района. В настоящее время район является интернациональным, на территории которого более 300 лет проживают татары (преобладающие), русские, мордва, и представители других национальностей.
16 июля 2016 года в селе Уразовка Нижегородской области открыт памятник выдающимся татарским певцам, уроженцам Нижегородской области Рашиту Вагапову и Хайдару Бигичеву.

## Население
| 1939    | 1959    | 1970    | 1979    | 1989    | 2002    | 2008    | 2009    | 2010    |
| ------- | ------- | ------- | ------- | ------- | ------- | ------- | ------- | ------- |
| 58 675  | ↘31 107 | ↘26 366 | ↘21 366 | ↘16 662 | ↘13 496 | ↘12 142 | ↘11 918 | ↘11 729 |
| 2011    | 2012    | 2013    | 2014    | 2015    | 2016    | 2017    | 2018    | 2019    |
| ↘11 632 | ↘11 382 | ↘11 040 | ↘10 728 | ↘10 439 | ↘10 203 | ↘10 015 | ↘9764   | ↘9431   |
| 2021    |         |         |         |         |         |         |         |         |
| ↘9032   |         |         |         |         |         |         |         |         |

Национальный и религиозный состав
Большую часть населения составляет татары (нижегородские татары). Кроме них проживают русские, мордва и представители других национальностей.
В районе присутствует 2 основных религиозных течения: ислам суннитского толка и православное традиционное христианство.

## Административно-муниципальное устройство
В Краснооктябрьский район, в рамках административно-территориального устройства области, входят 12 административно-территориальных образований — 12 сельсоветов.
| №  | Административно- территориальное (муниципальное) образование | Административный центр | Количество населённых пунктов | Население (чел.) | Площадь (км²) |
| -- | ------------------------------------------------------------ | ---------------------- | ----------------------------- | ---------------- | ------------- |
| 1  | Большерыбушкинский сельсовет                                 | село Большое Рыбушкино | 2                             | ↗2226            | 66,00         |
| 2  | Ендовищинский сельсовет                                      | село Ендовищи          | 3                             | ↘498             | 72,96         |
| 3  | Кечасовский сельсовет                                        | село Кечасово          | 4                             | ↗353             | 66,33         |
| 4  | Ключищинский сельсовет                                       | село Ключищи           | 1                             | ↗379             | 59,37         |
| 5  | Маресевский сельсовет                                        | село Маресево          | 2                             | ↘247             | 32,67         |
| 6  | Медянский сельсовет                                          | село Медяна            | 1                             | ↘462             | 51,24         |
| 7  | Пошатовский сельсовет                                        | деревня Пошатово       | 1                             | →356             | 22,05         |
| 8  | Салганский сельсовет                                         | село Салганы           | 14                            | ↗1106            | 216,71        |
| 9  | Саргинский сельсовет                                         | село Сарга             | 8                             | ↘413             | 87,51         |
| 10 | Семёновский сельсовет                                        | село Семёновка         | 1                             | ↘478             | 24,96         |
| 11 | Уразовский сельсовет                                         | село Уразовка          | 7                             | ↘2130            | 129,04        |
| 12 | Чембилеевский сельсовет                                      | село Чембилей          | 1                             | ↗384             | 57,33         |

Первоначально на территории Краснооктябрьского района к 2004 году выделялись 14 сельсоветов. В рамках организации местного самоуправления в 2004—2009 гг. в существовавший в этот период Краснооктябрьский муниципальный район входили соответственно 14 муниципальных образований со статусом сельских поселений. В 2009 году были упразднены Александровский и Китовский сельсоветы, включённые в Салганский сельсовет. Законом от 4 мая 2022 года Краснооктябрьский муниципальный район и все входившие в его состав поселения были упразднены и объединены в Краснооктябрьский муниципальный округ.

## Населённые пункты
В Краснооктябрьском районе 45 населённых пунктов (все — сельские).
| №  | Населённый пункт  | Тип     | Население | Административно- территориальное (муниципальное) образование |
| -- | ----------------- | ------- | --------- | ------------------------------------------------------------ |
| 1  | Абрамово          | деревня | ↘116      | Саргинский сельсовет                                         |
| 2  | Актуково          | деревня | ↘253      | Уразовский сельсовет                                         |
| 3  | Акулинино         | село    | ↘59       | Салганский сельсовет                                         |
| 4  | Александрово      | село    | ↘158      | Салганский сельсовет                                         |
| 5  | Антяровка         | деревня | ↘250      | Уразовский сельсовет                                         |
| 6  | Большая Мажарка   | село    | ↘39       | Салганский сельсовет                                         |
| 7  | Большое Рыбушкино | село    | ↗1788     | Большерыбушкинский сельсовет                                 |
| 8  | Буяновка          | деревня | ↘43       | Салганский сельсовет                                         |
| 9  | Дубровка          | деревня | ↘103      | Саргинский сельсовет                                         |
| 10 | Екатериновка      | деревня | ↘48       | Кечасовский сельсовет                                        |
| 11 | Ендовищи          | село    | ↘438      | Ендовищинский сельсовет                                      |
| 12 | Ерпелёво          | село    | ↘134      | Саргинский сельсовет                                         |
| 13 | Ждановка          | деревня | ↘164      | Маресевский сельсовет                                        |
| 14 | Загарино          | деревня | ↘26       | Салганский сельсовет                                         |
| 15 | Кадомка           | деревня | ↘4        | Уразовский сельсовет                                         |
| 16 | Карга             | деревня | ↘238      | Ендовищинский сельсовет                                      |
| 17 | Кечасово          | село    | ↘197      | Кечасовский сельсовет                                        |
| 18 | Китово            | село    | ↘115      | Салганский сельсовет                                         |
| 19 | Ключищи           | село    | ↗379      | Ключищинский сельсовет                                       |
| 20 | Княжевка          | деревня | ↘33       | Салганский сельсовет                                         |
| 21 | Красный Яр        | деревня | ↘140      | Уразовский сельсовет                                         |
| 22 | Кузьминка         | деревня | ↘194      | Уразовский сельсовет                                         |
| 23 | Лизинка           | деревня | →0        | Саргинский сельсовет                                         |
| 24 | Лукьяновка        | деревня | ↘38       | Салганский сельсовет                                         |
| 25 | Малая Мажарка     | деревня | ↘59       | Салганский сельсовет                                         |
| 26 | Малое Рыбушкино   | село    | ↘878      | Большерыбушкинский сельсовет                                 |
| 27 | Мангушево         | деревня | ↘66       | Кечасовский сельсовет                                        |
| 28 | Маресево          | село    | ↘251      | Маресевский сельсовет                                        |
| 29 | Марьевка          | деревня | →0        | Салганский сельсовет                                         |
| 30 | Медяна            | село    | ↘462      | Медянский сельсовет                                          |
| 31 | Михайловка        | деревня | ↘117      | Саргинский сельсовет                                         |
| 32 | Овечий Овраг      | деревня | ↗322      | Уразовский сельсовет                                         |
| 33 | Орловка           | деревня | ↘3        | Саргинский сельсовет                                         |
| 34 | Пошатово          | деревня | →356      | Пошатовский сельсовет                                        |
| 35 | Работник          | посёлок | ↘1        | Салганский сельсовет                                         |
| 36 | Родионовка        | деревня | →0        | Саргинский сельсовет                                         |
| 37 | Салганы           | село    | ↘781      | Салганский сельсовет                                         |
| 38 | Сарга             | село    | →137      | Саргинский сельсовет                                         |
| 39 | Семёновка         | село    | ↘478      | Семёновский сельсовет                                        |
| 40 | Трёхозерки        | деревня | ↘158      | Ендовищинский сельсовет                                      |
| 41 | Уразовка          | село    | ↘1626     | Уразовский сельсовет                                         |
| 42 | Фёдоровка         | село    | ↘82       | Салганский сельсовет                                         |
| 43 | Чембилей          | село    | ↗384      | Чембилеевский сельсовет                                      |
| 44 | Чернуха           | село    | ↘130      | Кечасовский сельсовет                                        |
| 45 | Чуркино           | деревня | →0        | Салганский сельсовет                                         |

## Экономика

### Промышленность
Уразовский хлебокомбинат.

### Сельское хозяйство
В районе ведут хозяйственную деятельность 29 крупных и средних сельскохозяйственных предприятий. Основная их специализация — растениеводство, на долю которого приходится 63 % готовой продукции сельского хозяйства и животноводство, на долю которого приходится 37 % готовой продукции. В сельскохозяйственном производстве занято 2200 человек.

#### Рыбоводство
На территории района имеется рыбопитомник, который занимается выращиванием малька и товарной рыбы. Площадь прудов составляет 38 гектаров. Площадь зеркала прудов рыбхоза составляет 90 гектар.

### Транспорт
В Краснооктябрьском районе осуществляет свою деятельность автотранспортное предприятие, занимающее перевозками пассажиров. Протяженность автобусных маршрутных линий 115 км. В районе функционирует 1 автобусный маршрут: Уразовка — Салганы.

## Образование, культура, спорт
- Дошкольных учреждений — 14.
- Численность детей, посещающих ДДУ — 280 человек.
- 1 детский дом на 25 человек.
- 35 образовательных учреждений:
  - 17 начальных школ,
  - 10 основных школ,
  - 8 средних школ.
- Учащихся — 1892 человека.
- Профессиональное техническое училище (учащихся — 93 человека).
- Краснооктябрьский филиал Лукояновского педагогического училища имени А. М. Горького (учится 50 учащихся).
- 2 музыкальные школы в сёлах Уразовке и Салганах.

Действует МБУК «Информационно-культурный центр» Краснооктябрьского района на базе 23 клубных учреждений, 18 библиотек, 2 музеев.
Насчитываются 19 мечетей и одна действующая церковь.
Спортивный комплекс района включает в себя 10 спортивных сооружений, из них 10 спортивных залов. В районе созданы команды по многим видам спорта. Различные спортивные соревнования проводятся регулярно.